# Opera軟件
Opera软件（挪威語：Opera Software AS），成立於1995年，源自挪威最大的电信公司Telenor於1994年的研究项目，是由譚詠文和盖尔·伊瓦尔绥創立。
Opera的總部位於挪威奧斯陸，並在歐洲、中國和非洲設有辦事處。2016年，Opera被昆仑万维、奇虎360牽頭的中國財團收購。2018年7月27日，Opera軟件在那斯達克證券交易所上市，首次公開發行融資約1.15億美元。

## 历史
Opera軟件於1995年由谭咏文和盖尔·伊瓦尔绥作為一家獨立公司在挪威創立。他們最初在挪威電信公司Telenor工作時開始開發Opera網頁瀏覽器。
Opera軟件的第一款產品Windows版的Opera網頁瀏覽器2.10版本於1996年公開發表。Opera於1998年開始開發第一款用於移動設備平台瀏覽器。Opera 4.0，於2000年發布，包括一個新的跨平台核心，該核心可以幫助建立Opera適用於多種作業系統和平台。
Opera瀏覽器最初為試用軟件，必須在試用期結束後購買，直到在2000年5.0版本發布之後，Opera轉型為廣告贊助商，在沒有經過同意的情況下向使用者展示廣告而受到批評。隨著8.5版本（2005年發布）的發布，廣告被完全移除，主要的財務支援轉由來自谷歌（Opera的預設搜尋引擎）的收入。
2004年3月11日，Opera软件在奧斯陸證券交易所上市，股票代码OPERA。
2004年，Opera軟件與一家「國際公司」達成和解，並向Opera軟件賠償了1275萬美元。據猜測，宣布和解的聲明中提到的「國際公司」是微軟，微軟之前曾讓Opera使用者無法正常瀏覽MSN.com網站。2007年，Opera軟件向歐盟指控微軟將IE捆綁到Windows上銷售，微軟這一做法造成了對瀏覽器市場的壟斷，這項控訴導致BrowserChoice.eu成立。

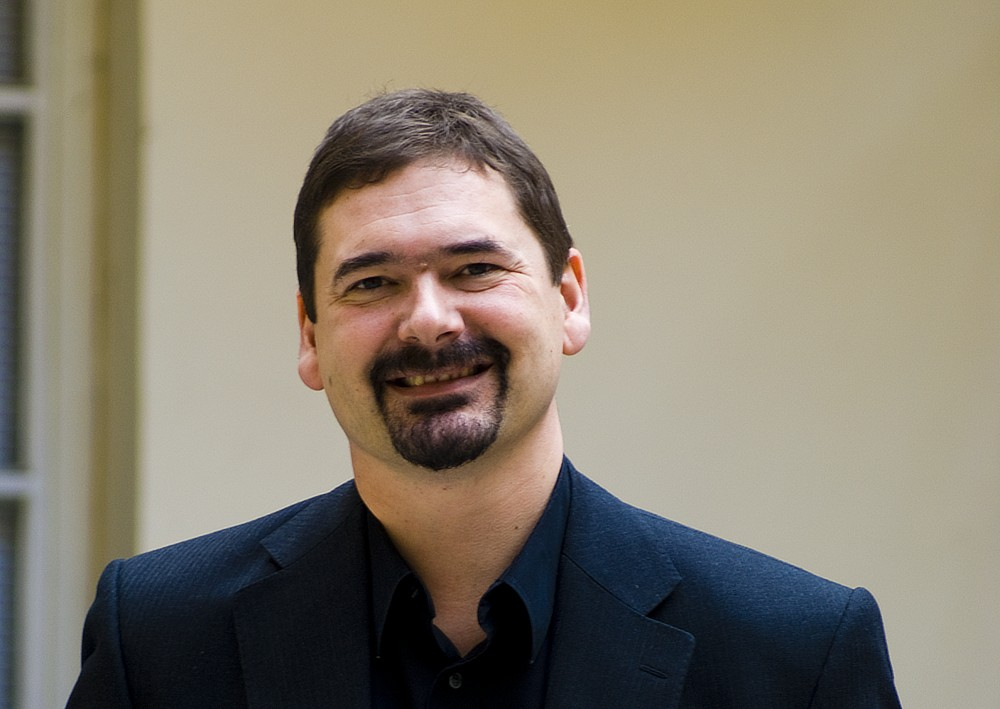
創始人譚詠文

2013年，Opera軟件決定不再使用自行開發的桌面瀏覽器渲染引擎。從第15版本開始，桌面上的Opera瀏覽器將使用Blink渲染引擎，這是一個與谷歌共同開發的WebKit的分支。2015年9月，Opera推出了全新品牌的品牌標識，並且從最初的Opera Software改名為Opera。
2016年2月10日，來自中國的投資者向Opera提出了1.2億美元（每股8.31美元）的收購邀約，但據說未獲監管部門批准。2016年7月18日，Opera宣布出售旗下瀏覽器、隱私及性能應用程式業務予金磚資本管理有限公司（一個包括奇虎360和崑崙萬維在內的中國投資者財團），據報收購金額為6億美元。該筆出售Opera消費者級業務的交易在2016年10月31日獲得美國外國投資委員會批准。2016年11月4日，金磚資本管理有限公司完成了該筆收購。
2017年12月18日，其母公司Opera Software ASA在出售其瀏覽器業務後更名為Otello Corporation。
2021年1月20号，Opera软件宣布收购YoYo Games，并将成立Opera游戏部门。据GameDaily报道，此次收购金额为1000万美元。

## 外部連結
- （英文）Opera軟件全球（页面存档备份，存于）
- （简体中文）Opera軟件中國大陸（页面存档备份，存于）
- （简体中文）欧朋软件中国大陆（页面存档备份，存于）（北界无限）
- （繁體中文）Opera軟件台灣（页面存档备份，存于）